# Фуголь Ірина Яківна
Ірина Яківна Фуголь (6 квітня 1932, Харків) — українська фізик, доктор фізико-математичних наук, професор, лауреатка Державної премії України в галузі науки і техніки.

## Життєпис
Після закінчення у 1954 Харківського університету до 1958 року працювала в Інституті фізики АН УРСР. З 1960 року — співробітник Фізико-технічного інституту низьких температур АН УРСР. До 1999 року очолювала в цьому закладі відділ спектроскопії молекулярних систем і наноструктурних матеріалів, який був створений у 1965 році. Науковий ступінь доктора фізико-математичних наук отримала у 1971 році, вчене звання професора — у 1978.
В останні роки живе в місті Ерланген, Німеччина.

## Наукова діяльність

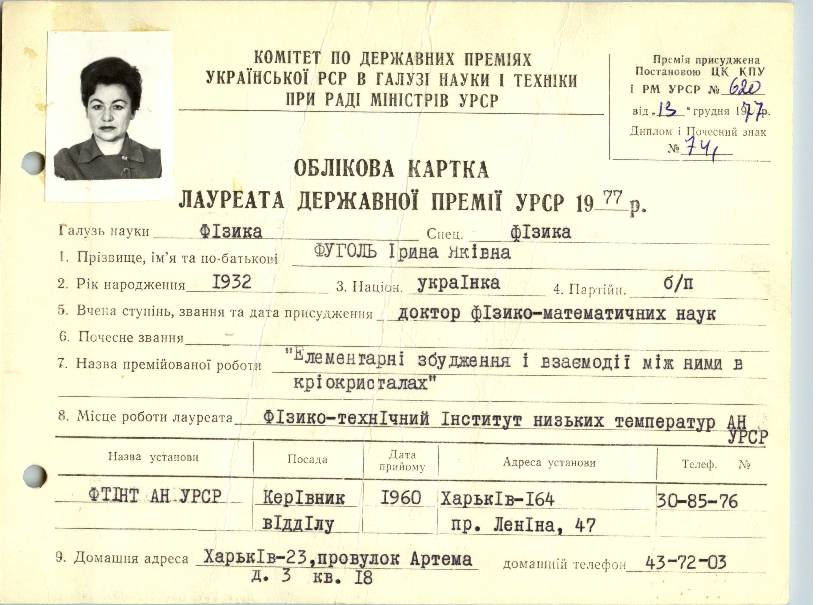
Облікова картка Лауреата Державної премії УРСР Фуголь Ірини Яківни

Галузі наукових інтересів: динаміка екситонів і фононів у кристалах затверділих газів при низьких температурах в областях вакуумного ультрафіолетового проміння і далекій інфрачервоній області. Під керівництвом Ірини Фуголь в кріокристалах вперше досліджено, зокрема, взаємодію елементарних збуджень між собою і з фотонами електромагнітного поля, відкрито співіснування когерентних і автолокалізованих екситонів.

## Нагороди
- Державна премія УРСР в галузі науки і техніки (1977) — за роботу «Елементарні збудження і взаємодії між ними в кріокристалах» (спільно з Локтєвим Вадимом Михайловичем, Гайдідеєм Юрієм Борисовичем, Манжелієм Вадимом Григоровичем, Шанським Леонідом Йосиповичем і Прихотько Антоніною Федорівною)[4].
- Заслужений діяч науки і техніки України (1996) — за значний особистий внесок у розвиток науки, створення національних наукових шкіл[5].

## Родина
- Чоловік — Канер Еммануїл Айзикович, український радянський фізик-теоретик, член-кореспондент АН УРСР, доктор фізико-математичних наук, професор.
- Донька — Канер-Хензель Наталія Еммануїлівна, кандидат фізико-математичних наук.[6]